# TSV Großbardorf
Der TSV Großbardorf 1923 e. V. ist ein Sportverein mit 640 Mitgliedern aus dem unterfränkischen Großbardorf. Er bietet die Sportarten Fußball, Sportkegeln und Tischtennis an. Bekannt ist der Verein vor allem für seine Fußballmannschaft. Seine Vereinsfarben sind Grün-Weiß.

## Geschichte
Der TSV Großbardorf wurde 1923 gegründet. Im Jahr 1988 stieg der Verein durch den Meistertitel in der A-Klasse in die Bezirksliga Ost auf, in der folgenden Saison qualifizierte man sich durch die Vizemeisterschaft in der Bezirksliga erstmals für die Bezirksoberliga Bayern. Nachdem der Verein wieder ab- und aufgestiegen war, gewann er 1992 als Bezirksoberligist die unterfränkische Hallenmeisterschaft. In der Saison 1993/94 stieg der TSV Großbardorf als Vizemeister der BOL direkt in die Landesliga Bayern Nord auf. In der nächsten Saison erfolgte durch die verlorene Relegation der sofortige Wiederabstieg.
| 1996/97                                                                                    | Bezirksoberliga Unterfranken | 01.  |
| 1997/98                                                                                    | Landesliga Bayern Nord       | 05.  |
| 1998/99                                                                                    | Landesliga Bayern Nord       | 03.  |
| 1999/00                                                                                    | Landesliga Bayern Nord       | 08.  |
| 2000/01                                                                                    | Landesliga Bayern Nord       | 02.  |
| 2001/02                                                                                    | Landesliga Bayern Nord       | 03.  |
| 2002/03                                                                                    | Landesliga Bayern Nord       | 02.  |
| 2003/04                                                                                    | Bayernliga                   | 11.  |
| 2004/05                                                                                    | Bayernliga                   | 09.  |
| 2005/06                                                                                    | Bayernliga                   | 14.  |
| 2006/07                                                                                    | Bayernliga                   | 15.  |
| 2007/08                                                                                    | Bayernliga                   | 04.  |
| 2008/09                                                                                    | Regionalliga Süd             | 17.  |
| 2009/10                                                                                    | Bayernliga                   | 14.  |
| 2010/11                                                                                    | Bayernliga                   | 10.  |
| 2011/12                                                                                    | Bayernliga                   | 10.  |
| 2012/13                                                                                    | Bayernliga Nord              | 03.  |
| 2013/14                                                                                    | Bayernliga Nord              | 06.  |
| 2014/15                                                                                    | Bayernliga Nord              | 05.  |
| 2015/16                                                                                    | Bayernliga Nord              | 04.  |
| 2016/17                                                                                    | Bayernliga Nord              | 04.  |
| 2017/18                                                                                    | Bayernliga Nord              | 08.  |
| 2018/19                                                                                    | Bayernliga Nord              | 04.  |
| 2019-21                                                                                    | Bayernliga Nord              | 04.* |
| 2022/23                                                                                    | Bayernliga Nord              | 16.  |
| 2023/24                                                                                    | Landesliga Bayern Nordwest   | 02.  |
| 2024/25                                                                                    | Landesliga Bayern Nordwest   | 07.  |
| grün unterlegt: Aufstieg rot unterlegt: Abstieg * Saison wg. COVID-19-Pandemie abgebrochen |                              |      |

Als Meister der Bezirksoberliga stieg Großbardorf in der Saison 1996/97 erneut in die Landesliga Nord auf, wo der Verein in der ersten Saison den 5. Platz belegte. In der gleichen Saison erreichte der Verein das Endspiel im unterfränkischen Toto-Pokal. In der Saison 1999/2000 gewann der TSV Großbardorf den Pokal und qualifizierte sich damit für den bayerischen Toto-Pokal, wo man das Halbfinale erreichte. In der Saison 2000/01 trat der TSV, nachdem er in der Landesliga den 2. Platz erreicht hatte, in der Relegation um den Aufstieg in die Bayernliga an, scheiterte aber an der SpVgg Unterhaching II nach Elfmeterschießen. Zwei Jahre später, 2002/03, stieg man durch einen 2. Platz in die Bayernliga auf.
In der ersten Bayernliga-Saison 2003/04 belegte der TSV den 11. Platz. 2006/07 musste der Verein nach einem 15. Platz in der Bayernliga die Relegation gegen den Abstieg spielen, besiegte aber den SV Schalding-Heining und schaffte damit den Klassenerhalt. In der folgenden Saison 2007/08 stieg der TSV Großbardorf mit einem 4. Tabellenplatz in die Regionalliga Süd auf. In der ersten Saison in der Regionalliga Süd stieg der Verein auf dem 17. Tabellenplatz allerdings direkt wieder ab.
Ab der Saison 2009/10 spielte der TSV Großbardorf somit wieder in der Bayernliga. In der Saison 2022/23 stieg der Verein aus der Bayernliga in die Landesliga (Staffel Nordwest) ab. In der Saison 2023/24 verpasste der Verein die direkte Rückkehr in die Bayernliga knapp. Als Vizemeister der Landesliga Nordwest qualifizierte Großbardorf sich für die Relegation zur Bayernliga und schaltete dort in der ersten Runde den Bayernligisten FC Coburg aus. In der zweiten Runde scheiterte man dramatisch am Würzburger FV, als man im Rückspiel nach 3:2-Führung in der Nachspielzeit durch einen späten Ausgleich letztlich nach Verlängerung mit 3:5 verlor.

## Sportgelände
Der TSV Großbardorf trägt seine Heimspiele in der 3500 Zuschauer fassenden Bioenergie-Arena an der Unterhofer Straße im südwestlichen Teil Großbardorfs aus. Diese umfasst ein Hauptspielfeld mit überdachter Tribüne (1000 Plätze) sowie zwei Nebenplätze und einen 60 × 60 m großen Kunstrasenplatz.
Da dieses Sportgelände die Anforderungen des DFB für die Regionalliga nicht erfüllte, fanden die Heimspiele der ersten Mannschaft des TSV Großbardorf in der Saison 2008/09 im knapp 25 km entfernten Schweinfurter Willy-Sachs-Stadion statt. Nach dem Abstieg spielt der Verein wieder in der Bioenergie-Arena, welche nach kleineren Umbaumaßnahmen nun auch den Anforderungen für die Regionalliga Bayern entspricht.